# Onosma chitralicum
Onosma chitralicum är en strävbladig växtart som beskrevs av Ivan Murray Johnston. Onosma chitralicum ingår i släktet Onosma och familjen strävbladiga växter. Inga underarter finns listade i Catalogue of Life.